# 루네 페데르센 (축구 심판)
루네 페데르센(노르웨이어: Rune Pedersen, 1963년 5월 19일 ~ )은 노르웨이의 은퇴한 축구 심판이다. 1987년부터 노르웨이 축구 1부 리그의 심판을, 1989년부터 국제 축구 연맹(FIFA) 주관 대회의 심판을 맡았으며, 2003년에 심판직에서 은퇴했다.

## 심판 경력

### FIFA 월드컵
- 1998년 6월 21일:  아르헨티나 -  자메이카 (H조)
- 1998년 6월 25일:  네덜란드 -  멕시코 (E조)
- 1998년 7월 4일:  독일 -  크로아티아 (8강전)